# William Thomas Horton
Pour les articles homonymes, voir Horton.
William Thomas Horton (1864-1919) est un architecte, illustrateur et graveur britannique qui s'inscrit dans les mouvances symboliste, Art nouveau, décadent et occulte.

## Biographie
William Thomas Horton nait le 23 juin 1864 à Bruxelles, de parents britanniques d'origine anglaise, venus d'Ashford, dans le Kent ; son père, de par sa profession, a vécu dans plusieurs pays européens. Quand il est jeune garçon, la famille rentre au Royaume-Uni et s'installe à Brighton. William est éduqué à la Grammar School de Brighton.
| - Façade de théâtre (1890) |

Après l'école, William devient apprenti auprès d'un architecte de Brighton et entre en 1887 à la Royal Academy Architectural School. Apparemment, il est un élève moyen. Son seul projet primé, publié en 1890, est une façade de théâtre.
William Horton déteste l'architecture et veut devenir écrivain. Il demande conseil à l'écrivain Thomas Hardy en lui soumettant un texte de roman. Hardy, lui suggère gentiment de rester architecte et d'utiliser sa connaissance du français pour décrire les nouveautés architecturales françaises. Il semble avoir suivi le conseil de Hardy, car en 1893 il ouvre un cabinet d'architecte qu'il abandonne après quelques mois.
Au début des années 1890 il fonde une revue locale  « Whispers - A Magazine for Surrey Folk », qui cesse d'être publiée au bout de quatre numéros.
Horton vit à Redhill, au sud de Londres, et fréquente le milieu littéraire et artistique de la capitale. Il devient ami avec Roger Ingpen, qui le présente William Butler Yeats, Walter de la Mare, Aubrey Beardsley. Horton participe à des groupes de discussion autour des romans de H. G. Wells, et se livre à des spéculations sur les facultés mentales non-exploitées de l'homme et le spiritisme. 
Horton est influencé par le mouvement décadent, Théophile Gautier, les poèmes de François Villon, Baudelaire, Alexandre Dumas (fils) et les dessins de Théophile Alexandre Steinlen publiés dans Gil Blas. 
William Horton croit être « dirigé » dans son travail par des influences occultes. Il est très intéressé par le Spiritualisme moderne anglo-saxon et d'autres courants ésotériques. Le 21 mars 1896, W.B. Yeats l’introduit dans l'Ordre hermétique de l'Aube dorée , dont il ne reste pas membre très longtemps, car ne correspondant pas à ses croyances religieuses.  Il assiste indifféremment au culte anglican à l'Abbaye de Westminster ou catholique romain à la Cathédrale de Westminster. À la fin de sa vie, en janvier 1919, William Horton se convertit au catholicisme.
Pendant ses séjours à Londres, Horton fréquente avec assiduité la salle de Lecture de la British Library. Il y fait connaissance, vers 1905, d'Amy Audrey Locke, une jeune femme aux qualités exceptionnelles. Amy Locke est également adepte des groupes occultes. Horton la dessine dans beaucoup de ses représentations de La Femme Idéale. Le couple est mentionné par Yeats dans la dédicace de son œuvre ésotérique A Vision, publié en 1925.
En 1916, Amy meurt d'une infection mastoïdienne à l'âge de 35 ans. Désemparé, William Horton ne mange plus, ne se soigne plus, devient très solitaire et s'isole. En 1918 il est renversé par une voiture, mais sans être sérieusement blessé, selon son médecin. Cependant, sa santé se dégrade et en octobre il part vivre chez sa sœur à Hove. En décembre, il écrit à son ami Roger Ingpen qu'il va mal, à cause de sa malnutrition et meurt en février 1919.
Dix ans après sa mort, Roger Ingpen publie son livre sur Horton.

## Œuvres de Horton
En 1896, Yeats persuade Arthur Symons, avec qui il partage un appartement à Londres, de publier des dessins de Horton dans la revue The Savoy. 
En total, Horton a contribué à quatre numéros de la revue. Ces publications lui ouvrent les cercles artistiques de Londres. Ses dessins étaient publiés dans The Dome, The Poster, The Studio, The Stationner, Printer and Fancy. Horton publie également plusieurs livres et articles dans des revues ésotériques contenant ses dessins.
Aubrey Beardsley, est alors le directeur artistique de The Savoy. On peut faire la comparaison entre les dessins de Beardsley, au sommet de sa créativité, qui va mourir en 1898 à l'âge de 25 ans, et ceux de Horton, qui commence seulement ses études d'art à 29 ans et sa carrière d'illustrateur à  32 ans.
Le rapprochement entre les deux artistes est fait dès leur époque. Encore aujourd'hui, Peppin and Mickelthwaite notent dans leur Dictionnaire : « Horton’s drawing had qualities of directness and clarity, even if it lacked Beardsley’s sophistication and complexity; his imagery was often powerful and original — he believed it to be inspired by some occult influence. ». 
Certes, il y a les éléments du « bizarre » dans l’œuvre des deux illustrateurs, mais chez Horton il y a en plus l’expression d'une solitude unique dans son art ; Beardsley célèbre les excès de la civilisation, avec détails et complexité. Chez Horton c'est l'isolation et des grandes plages de blanc, ponctuées, dans de rares moments, du foisonnement des détails.
Ci-dessous figure la liste complète des publications par ordre chronologique, avec quelques exemples de dessins. 
La totalité des dessins publiés par Horton peuvent être consultés sur la page : The drawings of William Thomas Horton (1864-1919).

### The Savoy
Les premières publications de Horton apparaissent dans The Savoy en 1896. Au total, Horton a contribué avec presque autant d'illustrations qu'Aubrey Beardsley, le directeur artistique.
Sa première contribution « Trois visions », dans le no 2, consiste en dessins accompagnés de citations bibliques. 
Ces images frappantes sont très différentes d'autres œuvres de l'époque et font apparaitre les spécificités de l'art de William T. Horton : le noir et blanc, les figues étranges, un peu sinistres et les évocations mystiques.
| - Ils ont dardé leur langue comme le serpent ; ils ont du vénin d'aspic entre les lèvres. - Quelques-uns abandonneront la foi, pour s'attacher à des esprits séducteurs et à des doctrines de démons. - Mais étroite est la porte, resserré le chemin qui mènent à la vie, et il y en a peu qui les trouvent. |

Dans le même numéro figure aussi vignette et cul-de-lampe illustrant  un poème de Leila Macdonald : The Love of the Poor.
- Dans le no 4 se trouve  vignette et cul-de-lampe[10] illustrant un poème de Ford Madox Ford The Song of the Women.

- Dans le no 6 un dessin[11] pour illustrer la « Ballade des pendus » de Villon.

- Enfin, dans le  no 7 un dessin[12] illustrant quelques lignes de Keats.

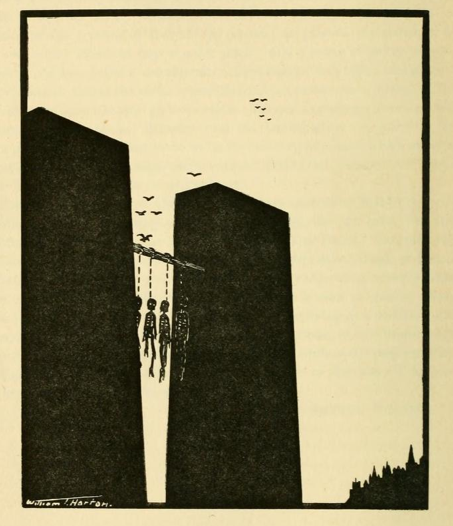
« Ballade des pendus » de Villon
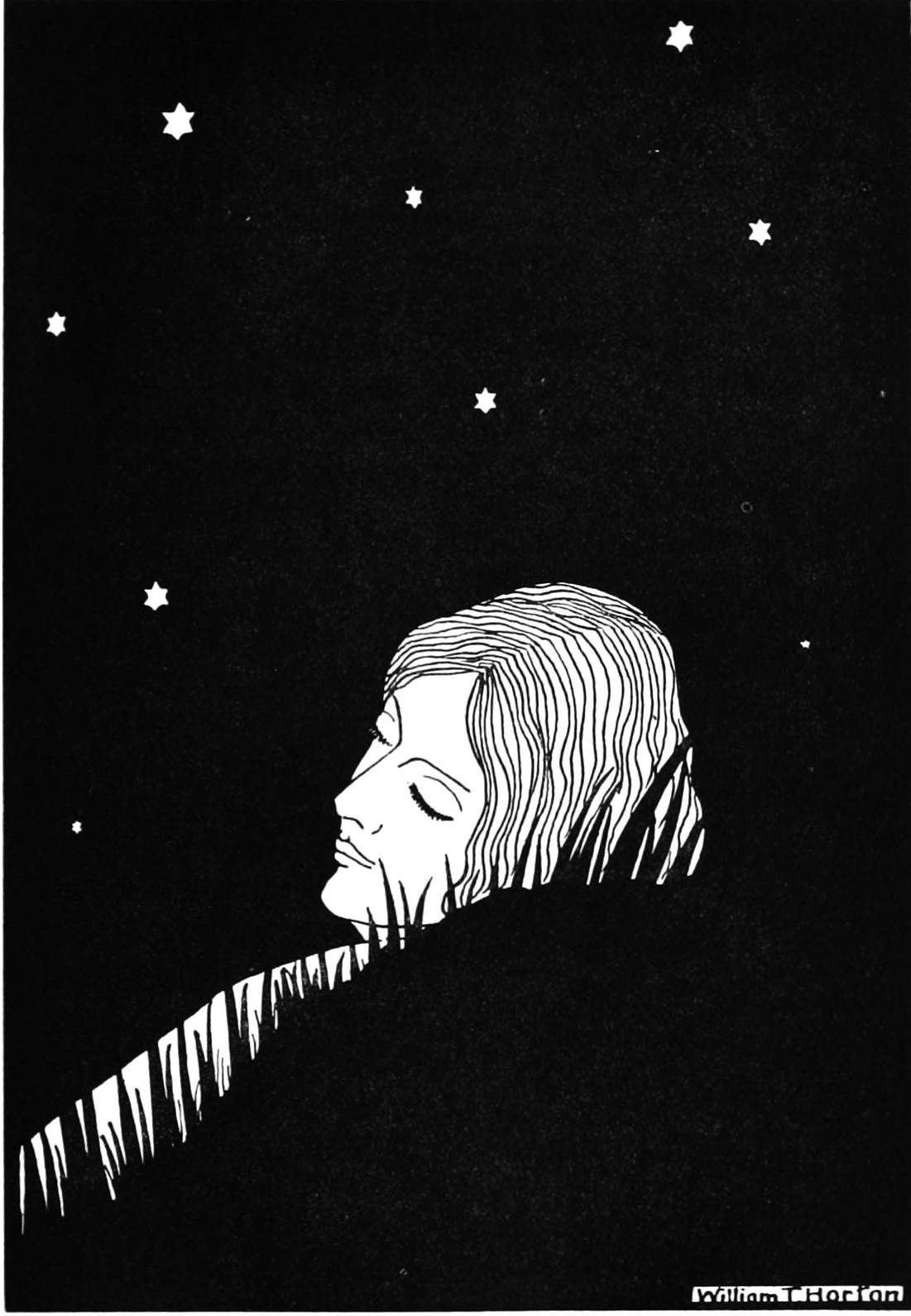
Now more than ever seems it rich to die To cease upon the midnight without pain..

### A Book of Images
- 1898 : A Book of Images[13], avec une préface de W.B. Yeats, contient 23 dessins en noir et blanc. Les qualités bizarres des dessins évoquent le Décadentisme d'Aubrey Beardsley, l'accent étant mis sur la séparation, l'isolement et la fracture de l'humanité, annonçant l'arrivée du Modernisme.

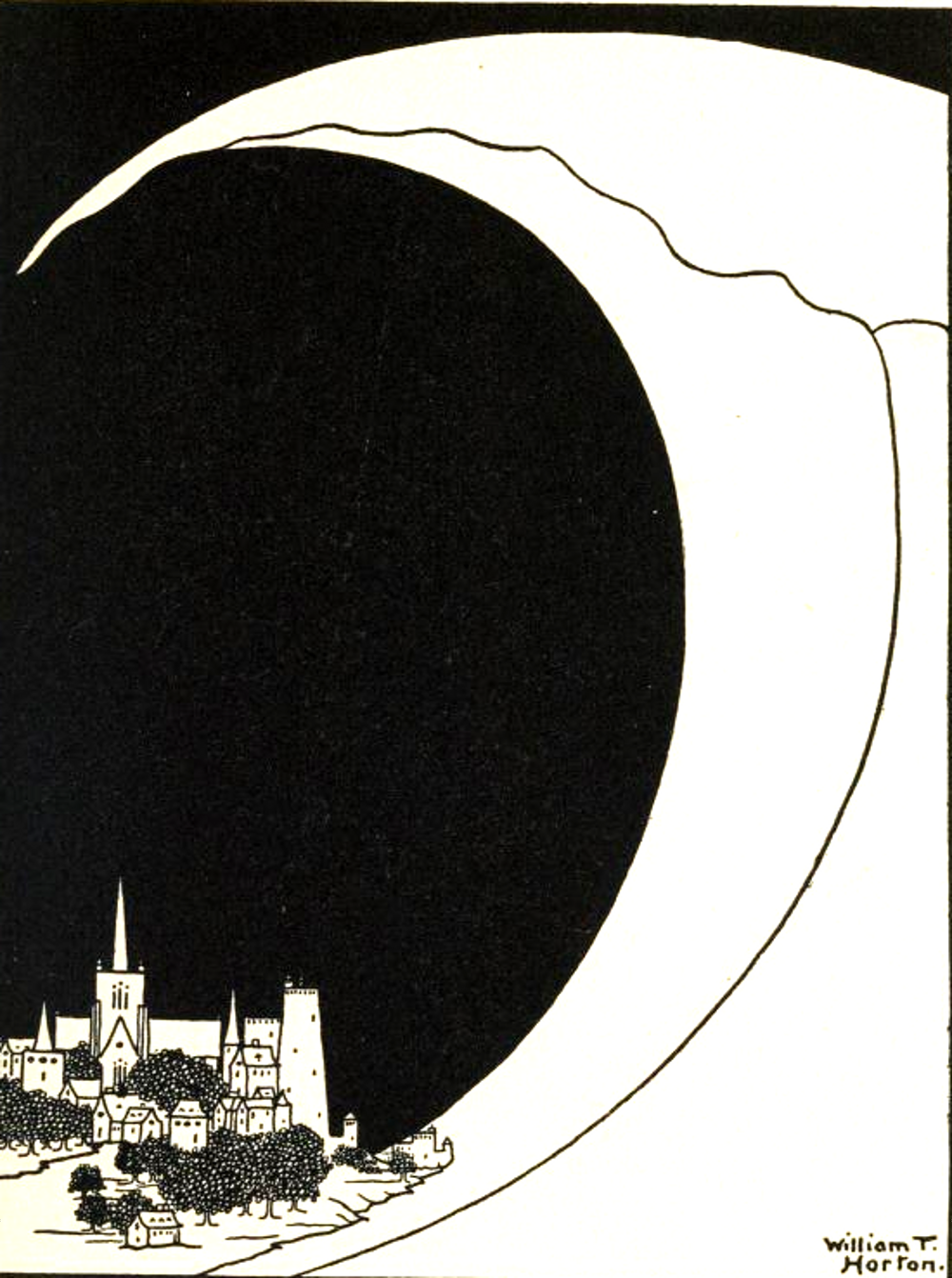
La Vague
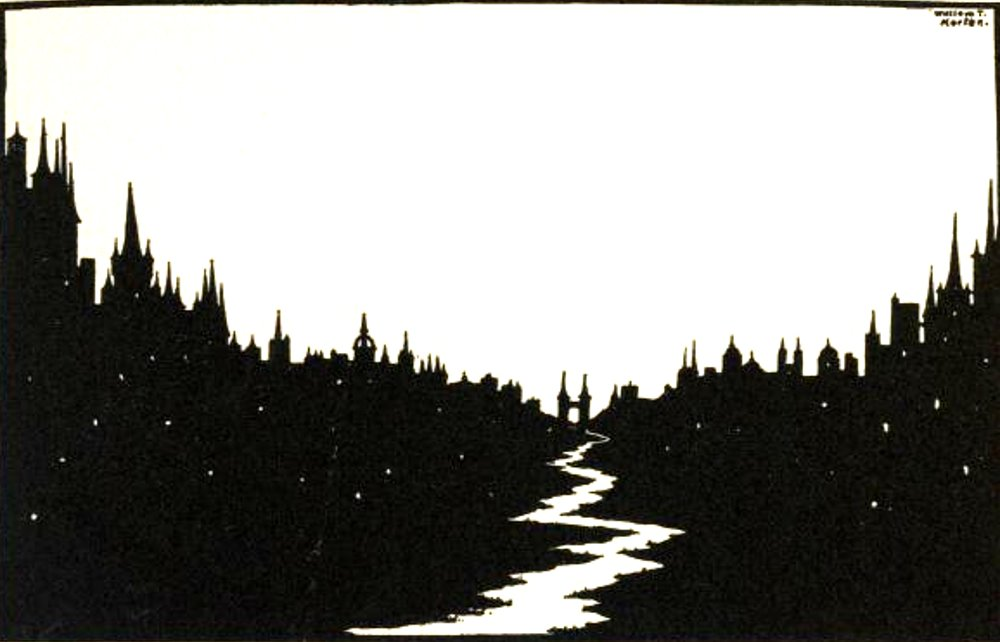
Nocturne
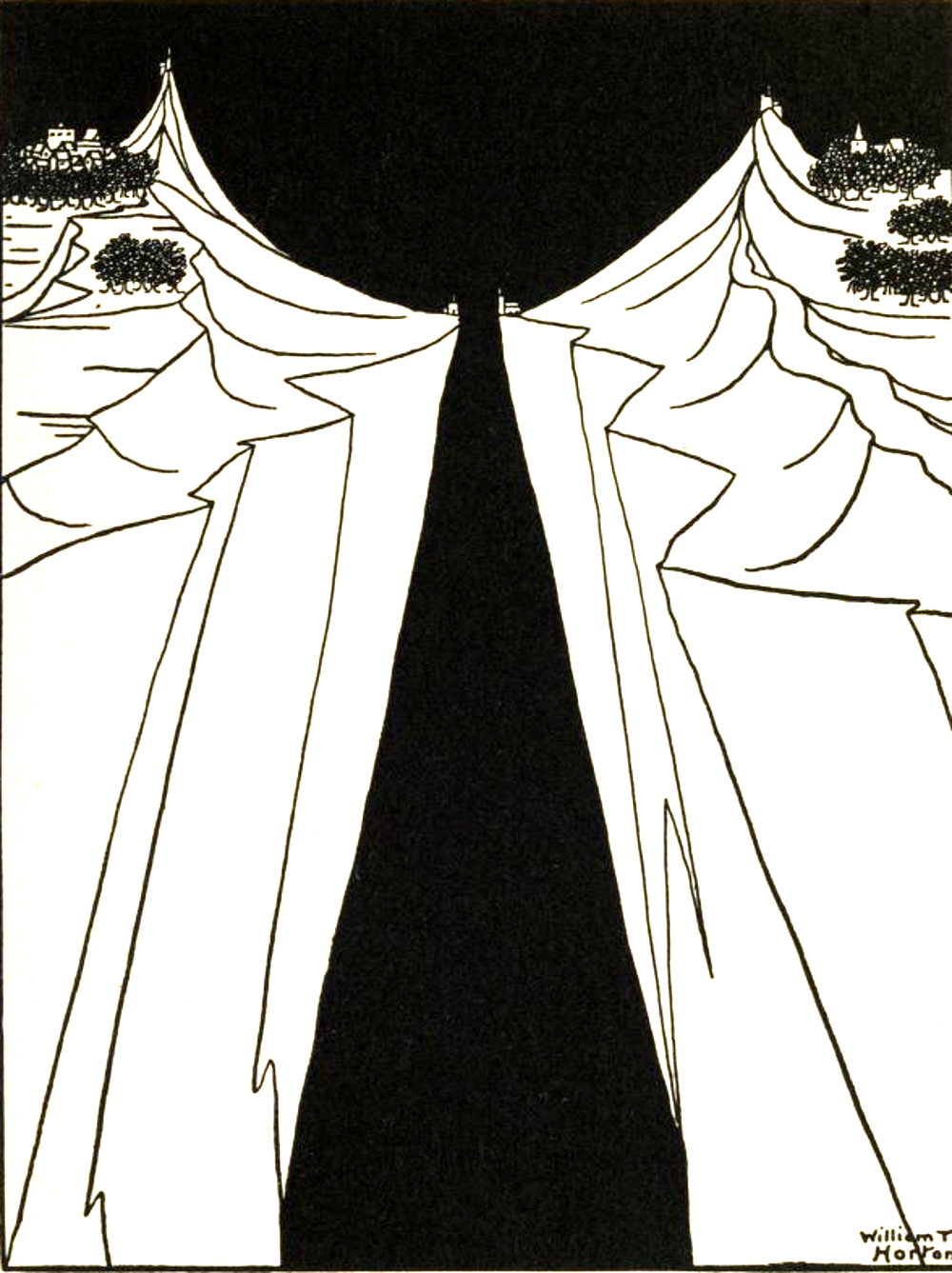
Le Gouffre
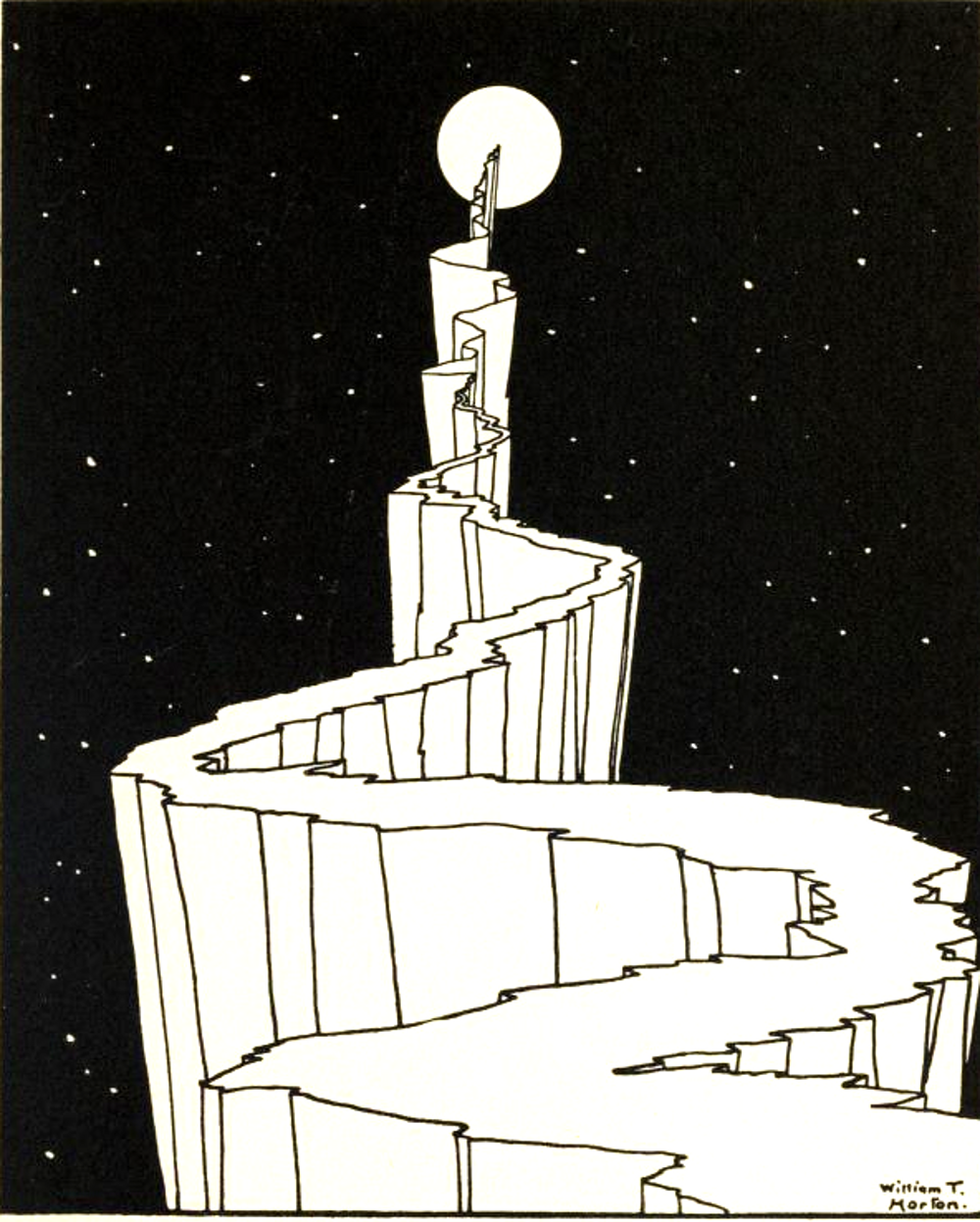
Chemin vers la lune

Le livre est publié par E. J. Oldmeadow, l'éditeur de The Dome. On y trouve un nombre d'images menaçantes sur le thème de la ville moderne : La Vague, qui montre des petites maisons écrasées par un tsunami ; Nocturne qui montre le profil d'une ville sur l'horizon, puis fendu en deux par une rivière ; Le Gouffre, qui illustre la notion de séparation avec un gouffre béant entre deux minuscules hameaux.

### The Dome
- En 1898 la revue The Dome publie[14] quelques dessins moins macabres que les précédents.

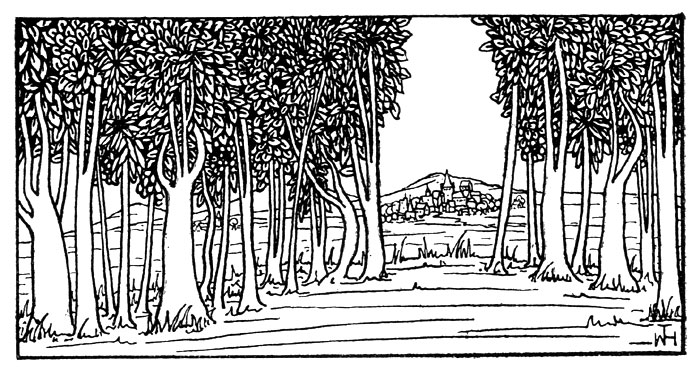
L'Orée du Bois
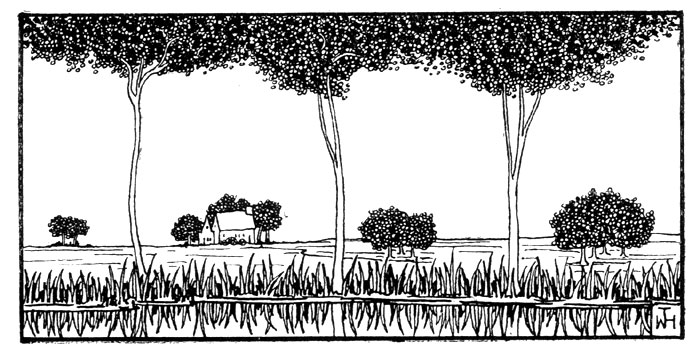
Le Canal

### Livres illustrés par Horton
|  |

|  |

|  |

#### The Raven and The Pit and the Pendulum
- 1899 : The Raven and The Pit and the Pendulum[15] d'Edgar Allan Poe.

Leonard Smithers, l'éditeur de la revue The Savoy, publie en 1899 une édition de luxe de The Raven and The Pit and the Pendulum avec une étude critique de Vincent O'Sullivan. Vu la tension psychologique de Poe et le style de Horton, il fait appel à ce dernier pour illustrer le livre. Smithers demande à Horton de faire des dessins à la craie noire. Horton en réalise huit. Ces dessins ne sont pas aussi réussis que ses dessins à la plume, ce qu'admet Hortondans une lettre à Yeats.
Les trois dessins correspondent à :
- « While I pondered . . .Over many a quaint and curious volume »,
- « I saw that some ten or twelve vibrations would bring the steel in actual contact with my robe »
- « An outstretched arm caught my own as I fell »

#### Hunger
- 1899 : Hunger[17] de Knut Hamsun.

Leonard Smithers fait à nouveau appel à Horton pour illustrer la couverture de la nouvelle édition du livre Hunger (La faim) de Knut Hamsun. L'image exécutée par Horton est  saisissante. Mais en dehors du fait qu'elle restitue parfaitement le thème du livre, il est très probable qu'elle est aussi une revanche feutrée de la part de Horton.
En 1896, après les parutions de ses premiers dessin dans The Savoy, l'éditeur, Leonard Smithers, a reçoit des lettres d'Ernest Dowson qui critique sévèrement le travail de Horton. Après la publication du livre, en 1899, Oscar Wilde écrit à Smithers que l'homme sur la couverture était une caricature horrible de Ernest Dowson, avec des tonalités de Dorian Gray ! Wilde ajoute : « The picture of Hunger grows more like Ernest daily. I now hide it. ». Ernest Dowson, connu comme un jeune homme beau, talentueux, plein d'avenir, meurt en 1900 à l'âge de 32 ans dans une déchéance totale, comme Dorian Gray.

#### Grant Richards's Childrens Annual for 1903
- 1903 : Grant Richards's Childrens Annual for 1903[20]. Horton a contribué à ce livre avec sept dessins destinés à amuser des enfants.

#### The Mahatama and the Hare
- 1911 : The Mahatama and the Hare de Henry Rider Haggard[21]. Ce livre, presque totalement oublié dans l’œuvre de Rider Haggard, rappelle sa fascination pour l'occulte et le Spiritisme, comme pour William Horton.

Le livre a deux illustrateurs : H. M. Brock, qui a contribue avec six dessins de style réaliste, illustrant la campagne et le lièvre et W.T. Horton, qui contribue également avec six dessins illustrant les aspects mystiques et occultes du roman.

### The Grig's Book
- 1900 : The Grig's Book[22] est un court recueil de vieilles comptines enfantines illustrées d'images colorées. Le livre est très rare, la plupart des éditions ayant été détruites par un incendie chez l'éditeur.

Une illustration est publiée dans The Poster de décembre 1900.

### The Poster
- Cinq dessins sont publiés dans The Poster en avril 1900 dans un article[23] de Charles Hiatt sur les travaux de Horton. Hiatt est bienveillant envers Horton, mais le place en dessous d' Aubrey Beardsley. Une illustration de The Gig's Book (Dick Whittington et son chat) est également publiée dans le numéro de décembre[24].

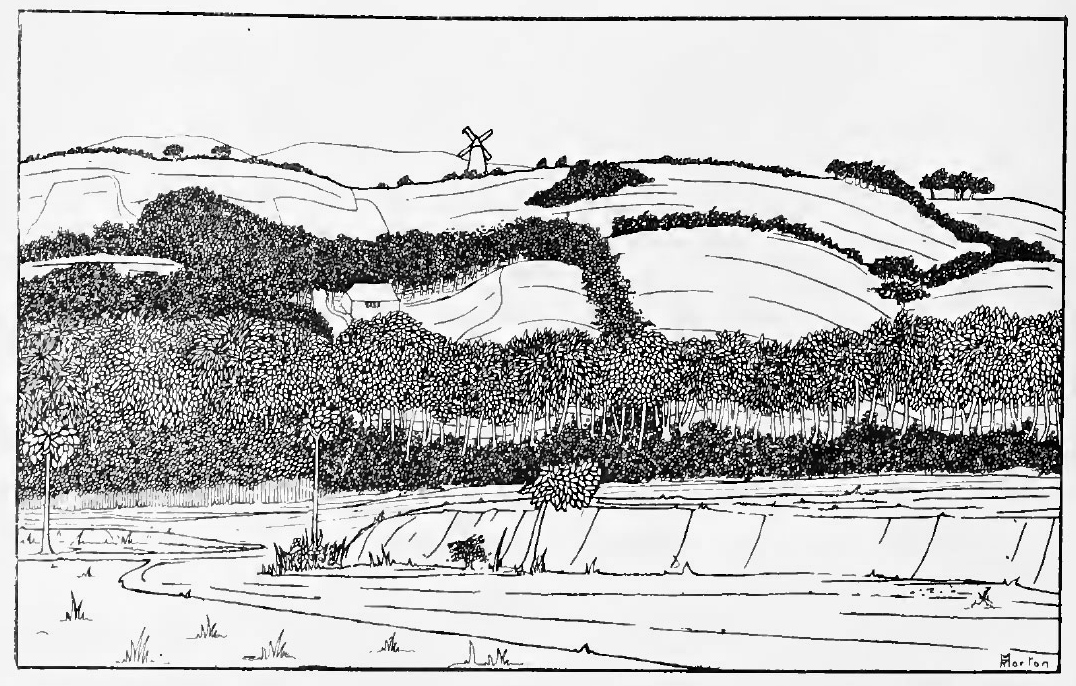
Moulin de Withdean, Brighton
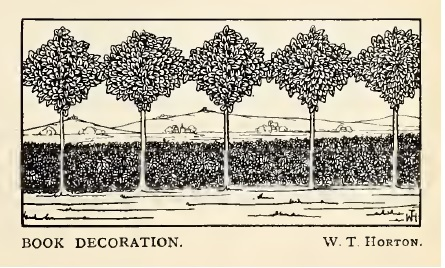
Décoration de livre

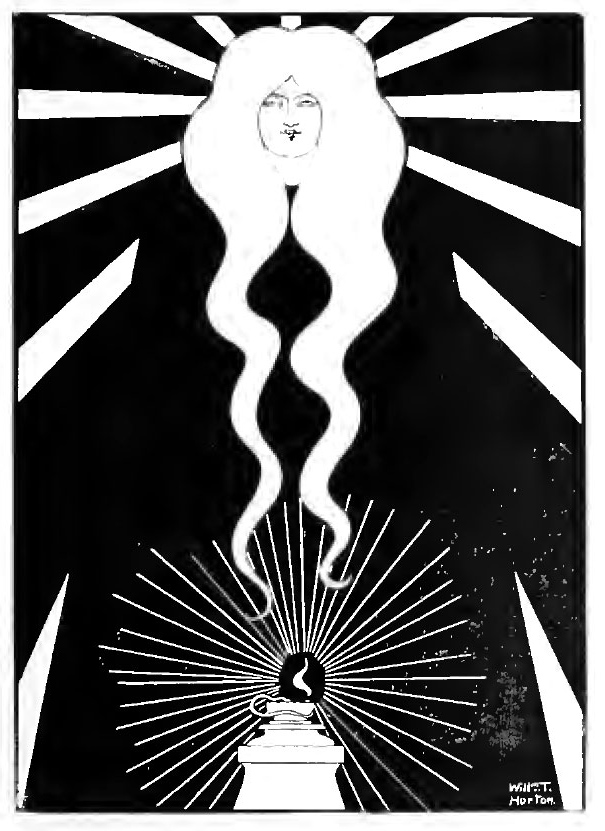
Affiche publicitaire
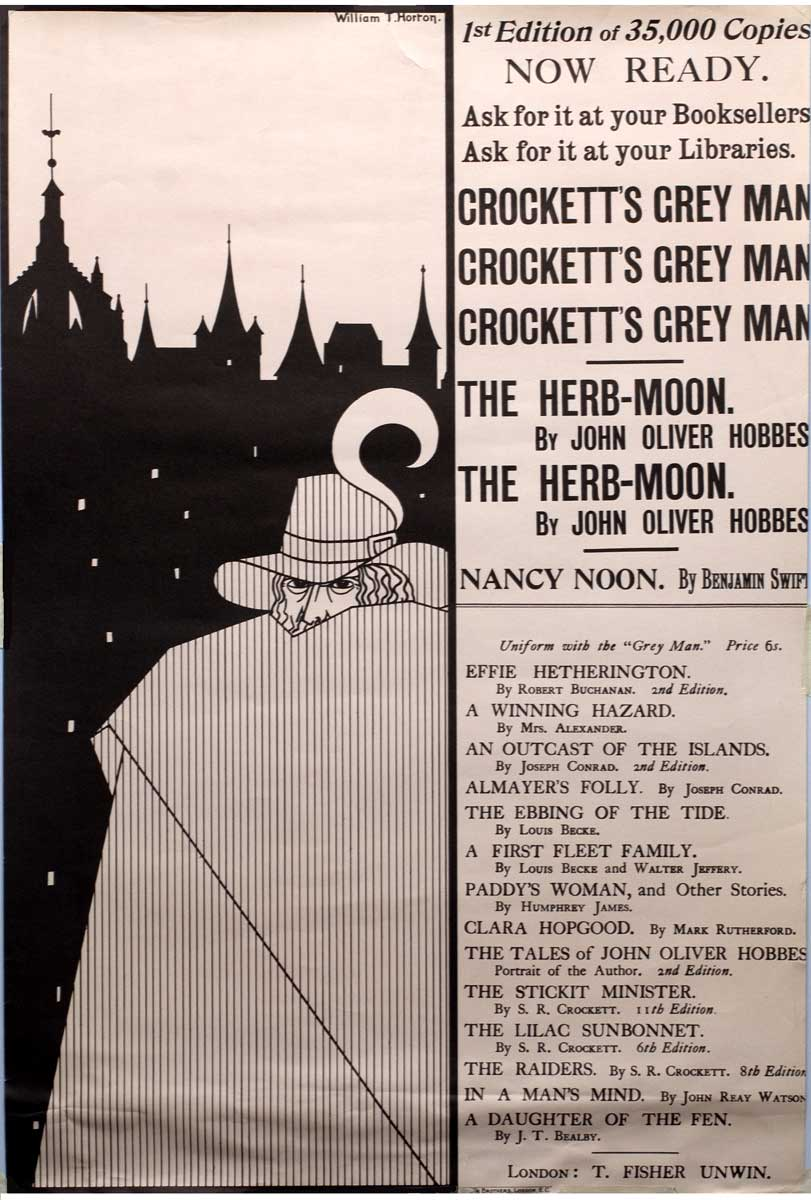
Un poster
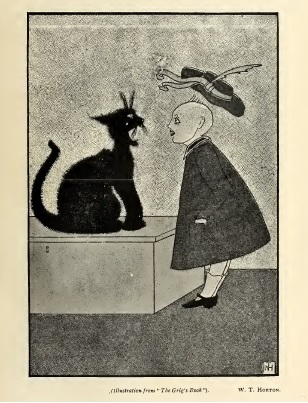

### The Green Sheaf
- The Green Sheaf (1903-4)[25] est une revue fondée par Pamela Colman-Smith. Son contenu est plutôt ésotérique et mystique.

| - William Blake - The Definite |

William Horton y publie ses dessins dans quatre numéros. En particulier pour William Blake, dont deux dessins sont accompagnés de citations :
 The world of imagination is the world of eternity. 

 It is the divine bosom into which we shall go after the death of the vegetated body.

 The world of imagination is infinite and eternal, 

 wherears the world of generation or vegetation is finite and temporal.

 There exists in that eternal world the eternal realities of everything

 which we see reflected in this vegetable glass of nature.
et
 To see the world in a grain of sand,

 And a heaven in a wild flower ;

 Hold infinity in the palm of your hand,

 And eternity in an hour.
- Cartes de Tarot : Pamela Colman-Smith est l'artiste qui a illustré l'iconique jeu Rider-Waite de Tarot en 1910, sous l'influence de la société ésotérique Ordre hermétique de l'Aube dorée. En 2013, Koretaka Eguchi publie un jeu de Tarot qui utilise les dessins de Horton :

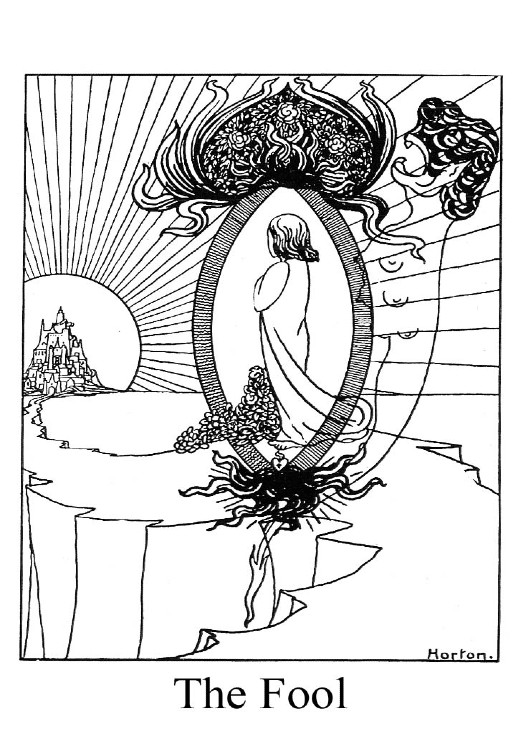
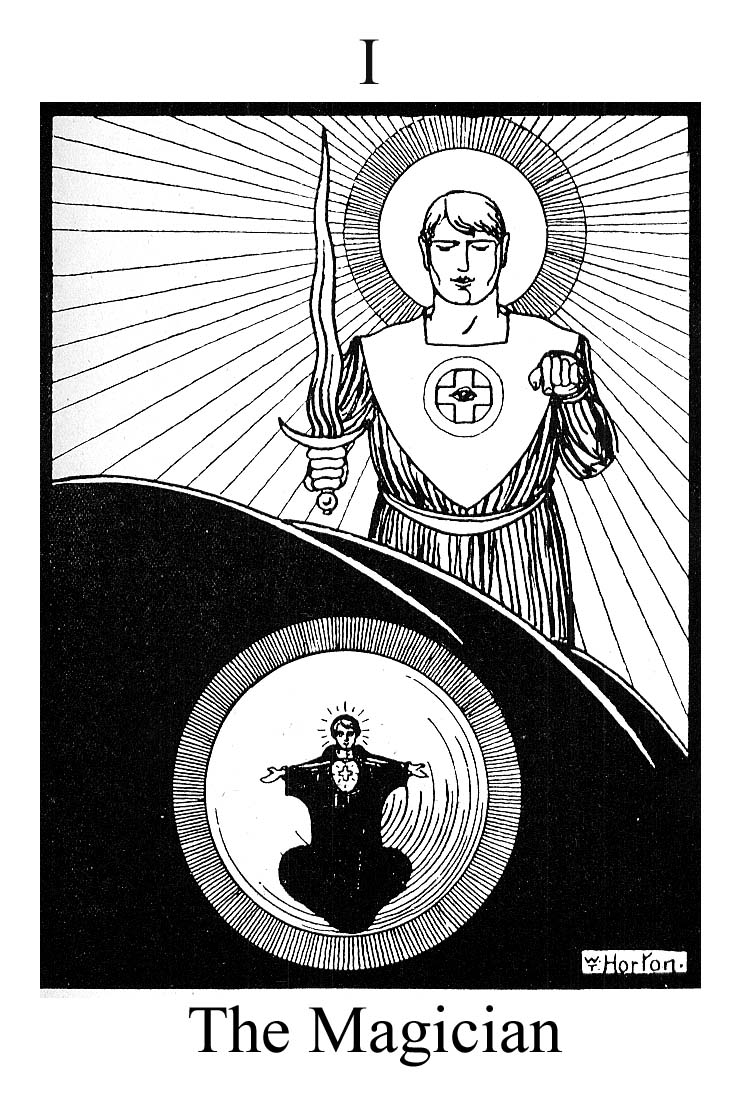
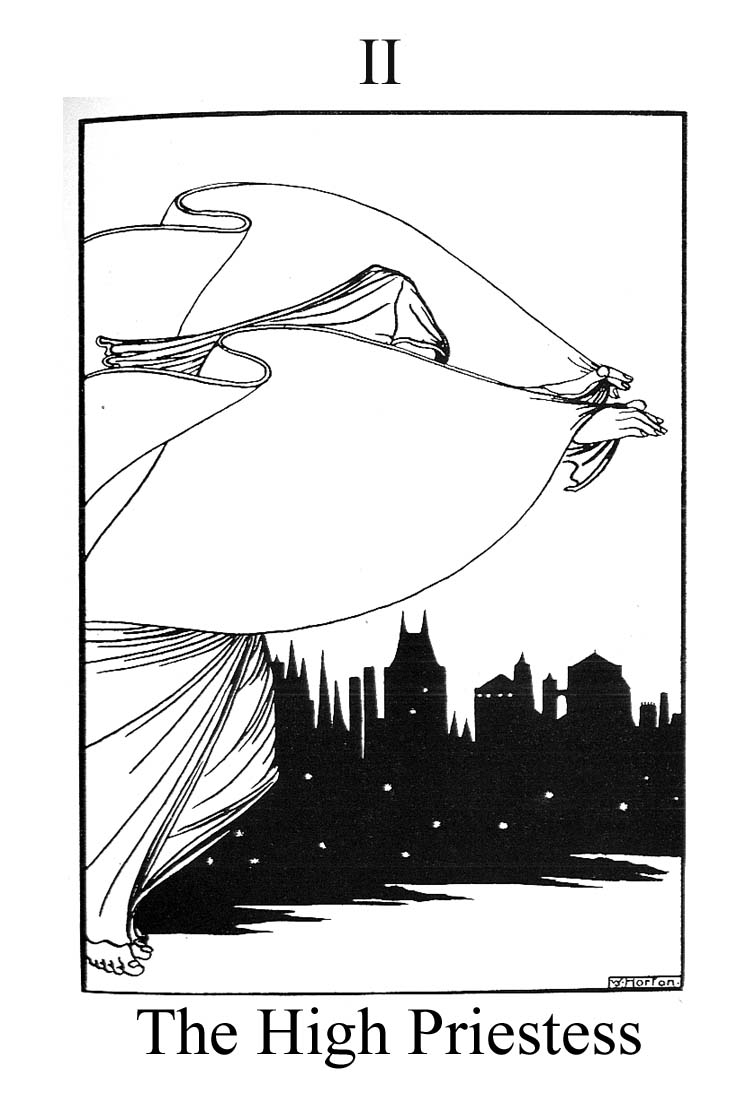
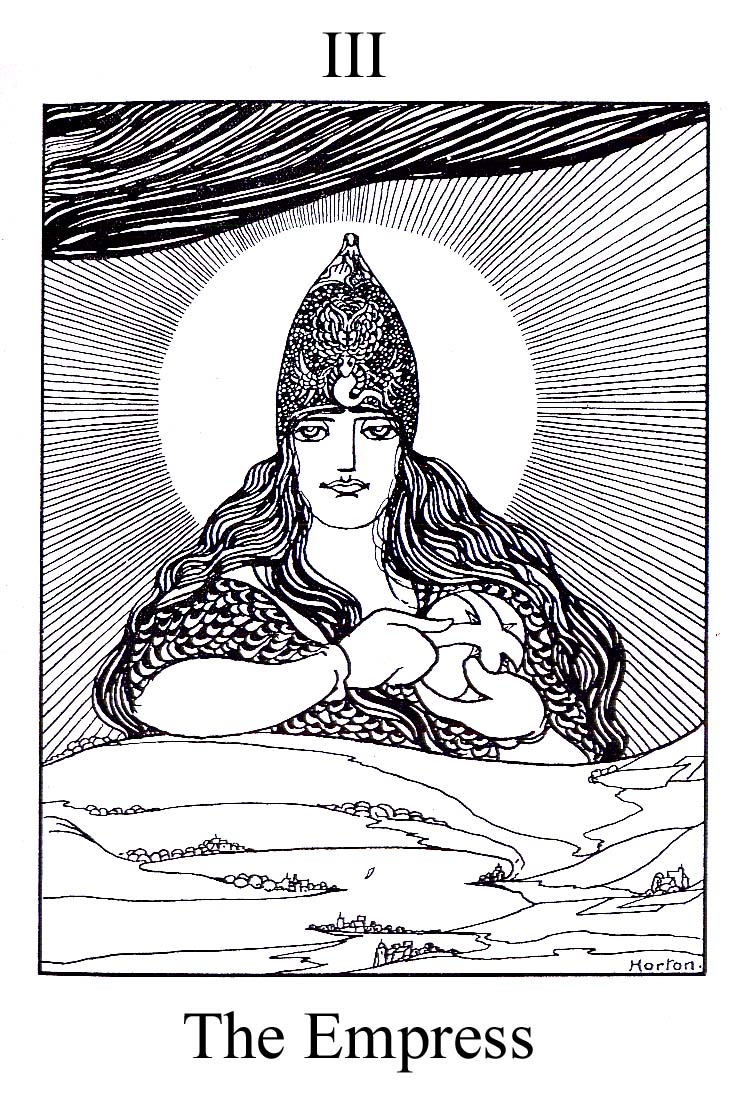

### The Studio
- Au début du XXe siècle Horton est très impliqué dans le milieu occultiste londonien, mais, en 1905 il attire l'attention de The Studio, la revue la plus importante de design et illustration de l'époque. L'édition de septembre publie[26] plusieurs dessins de Horton qui sont plutôt de style classique.

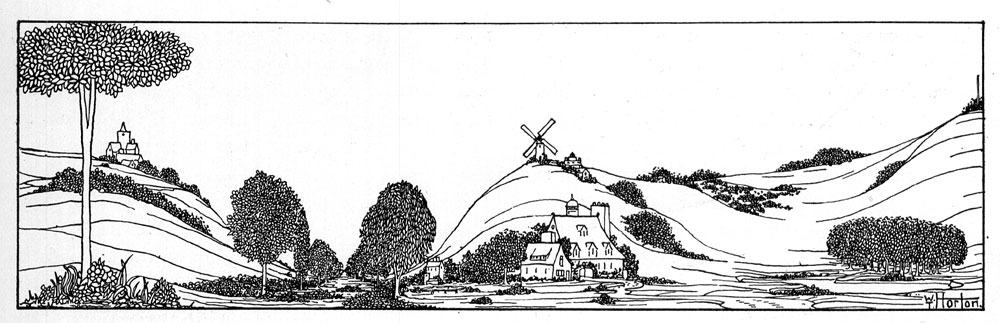
Moulin sur la colline

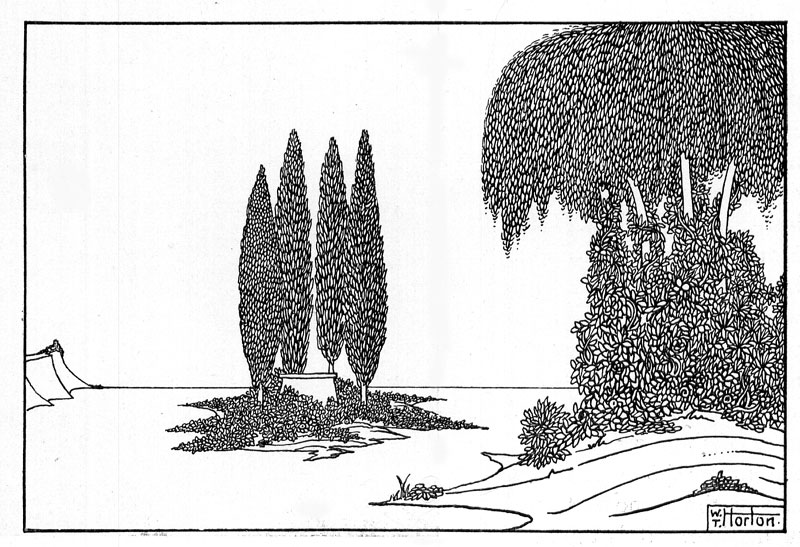
Les peupliers
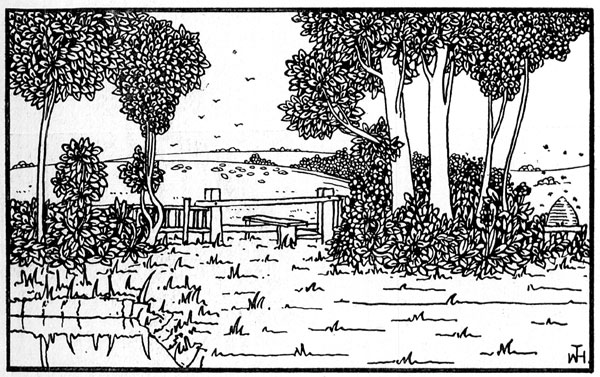
L'échalier

### The Annals of Psychical Science
- Quatre dessins sont publiés dans [27] The Annals of Psychical Science en 1908.

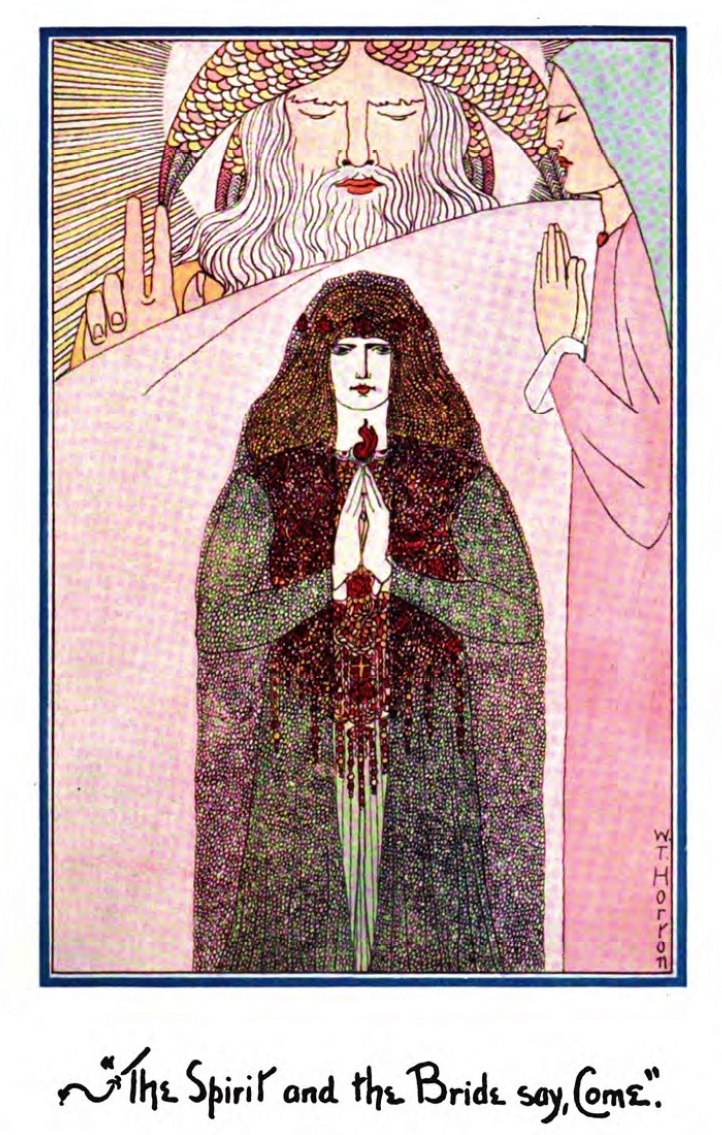
L'Esprit et la Mariée dits Viens
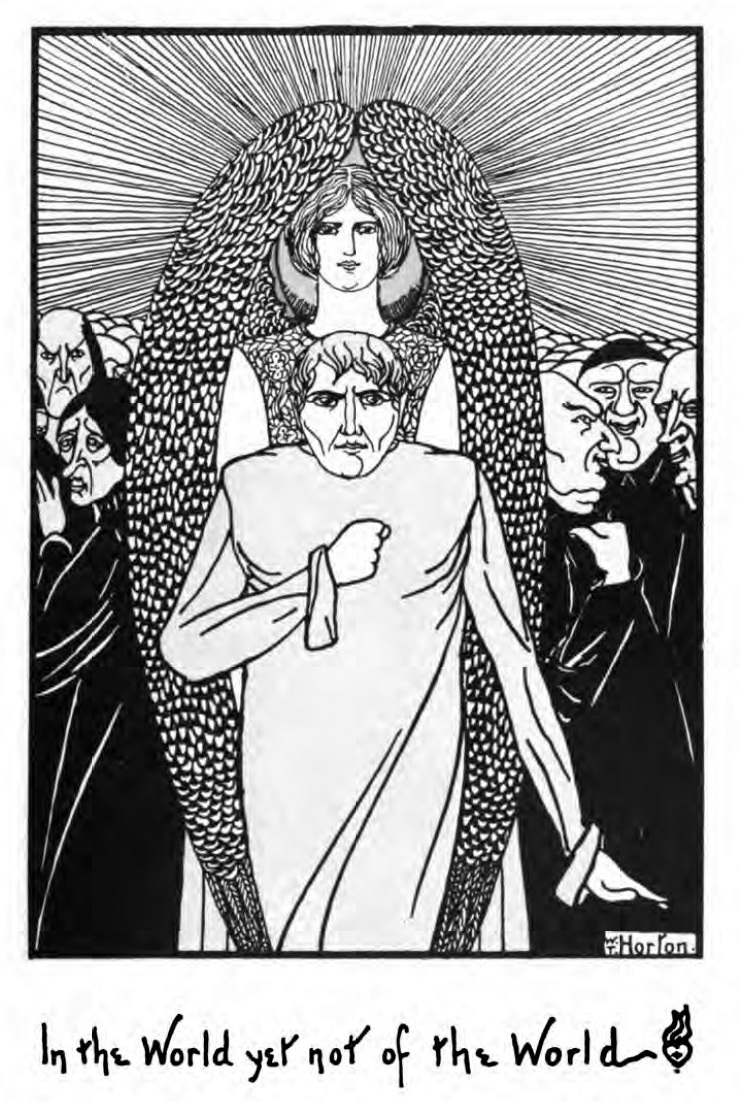
Dans le Monde, mais pas du Monde

### The Way of the Soul
- 1910 : The Way of the Soul : a legend in line and verse[28] avec 48 dessins. Le texte est analysé et commenté[29] par Amy Audrey Locke dans l'Occulte Revue de décembre 1910.

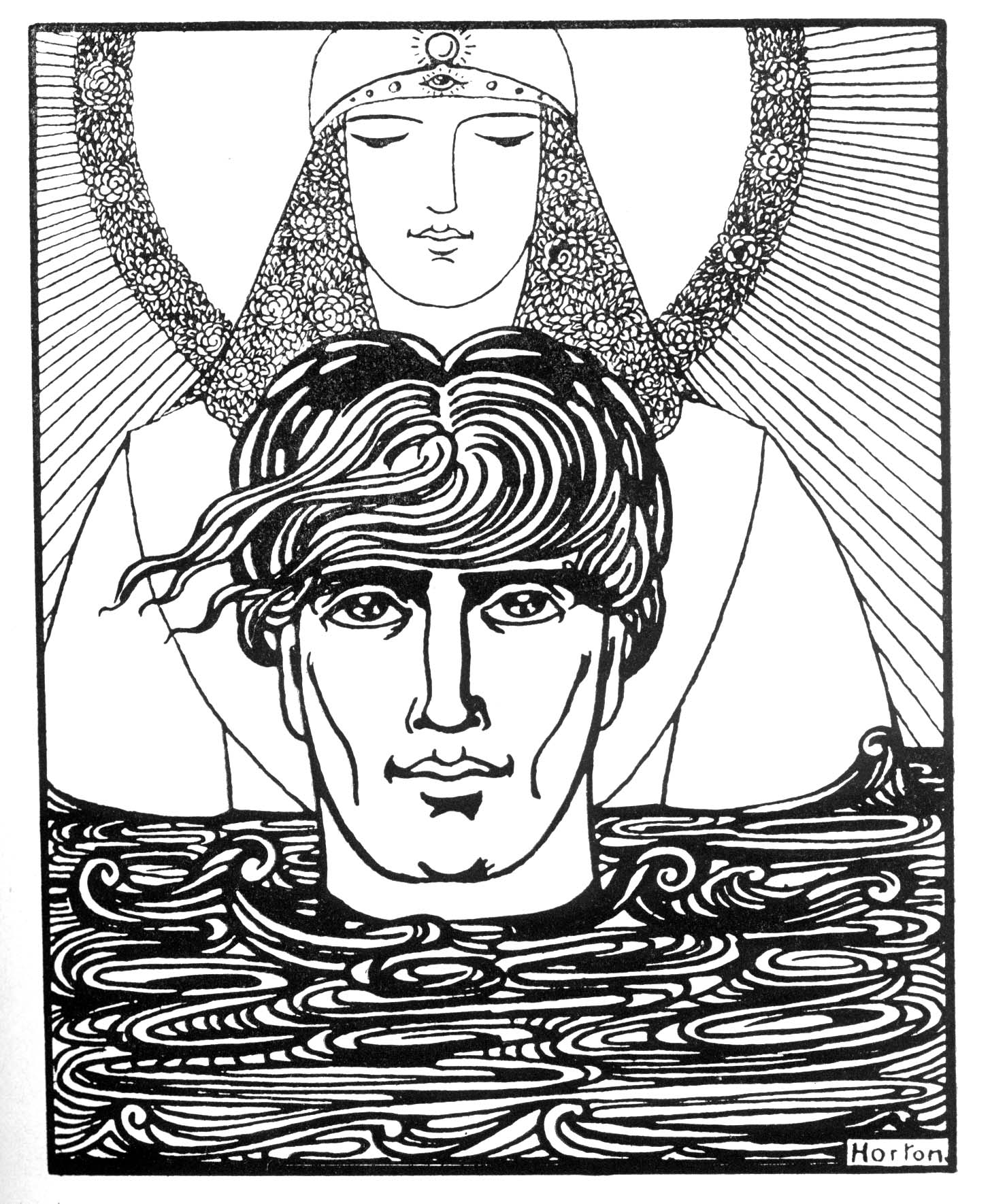
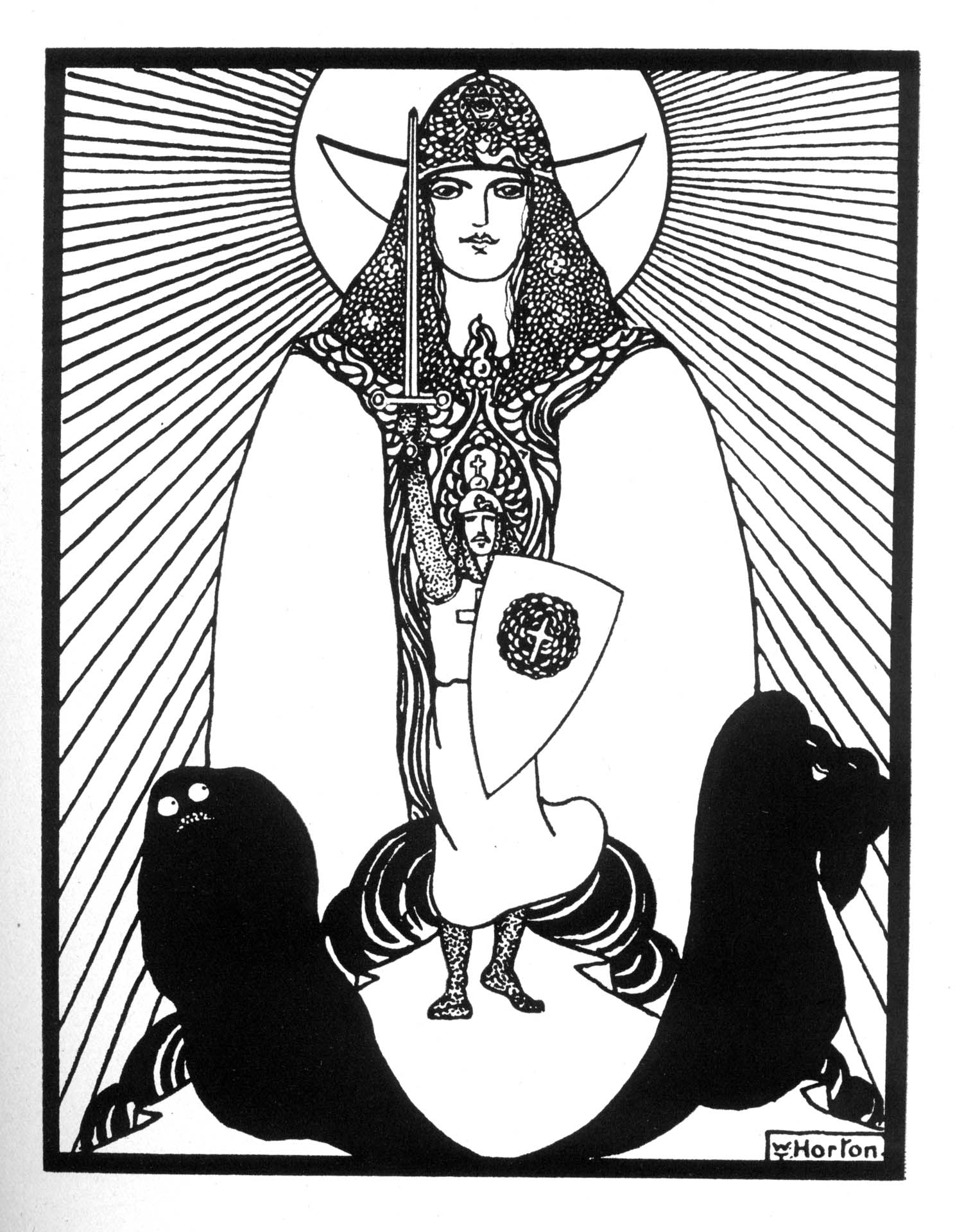
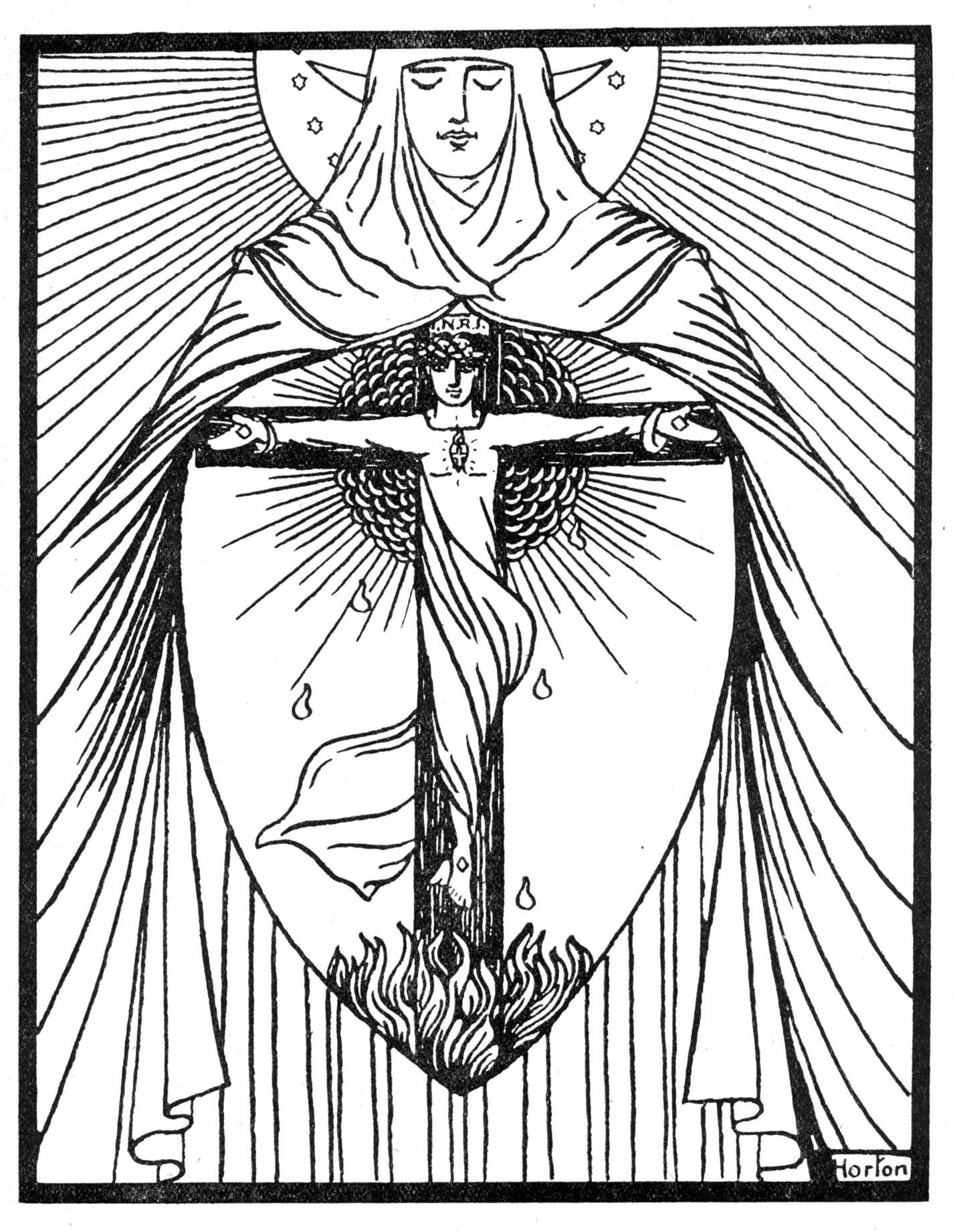

### The Occult Review

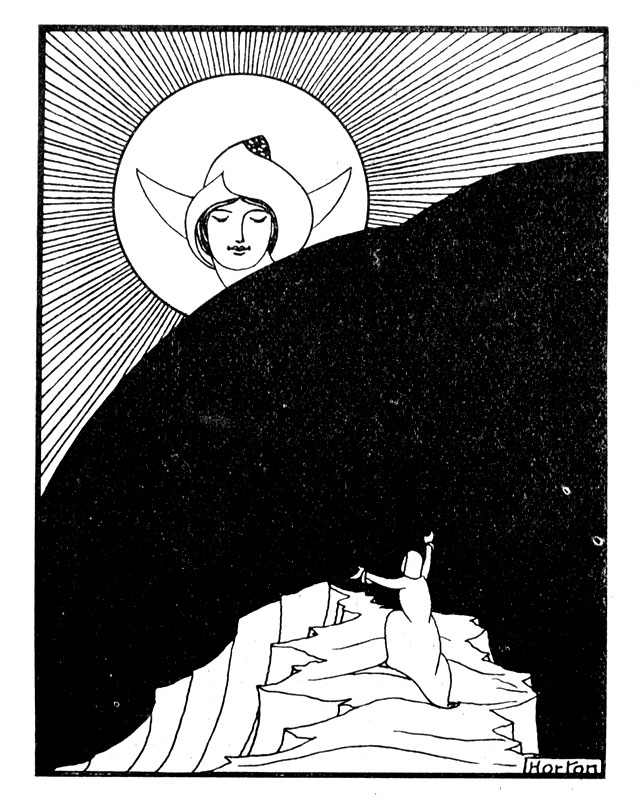
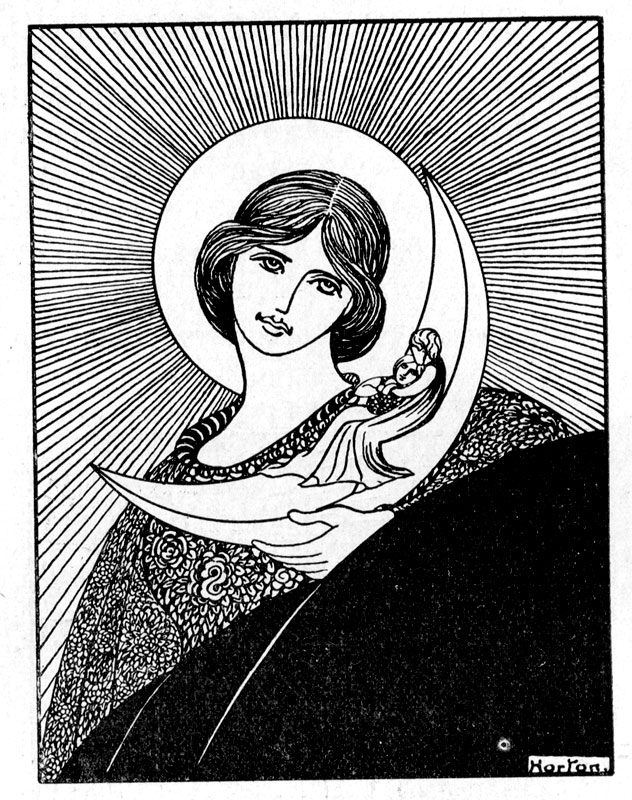
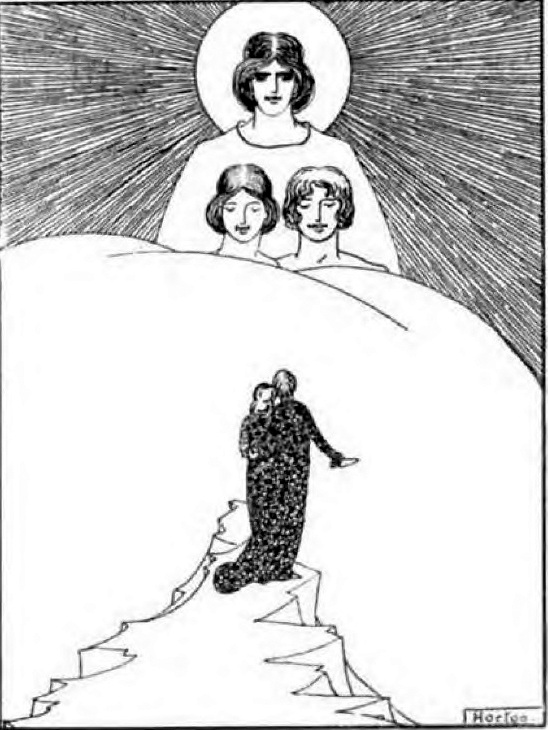

- The Occult Review, en décembre 1912, publie[30] : The Legend of a Life de William T. Horton avec neuf dessins dans le texte.

### Biographie de Roger Ingpen
- En 1929, dix années après la mort de Horton, son ami Roger Ingpen publie : (en) Roger Ingpen, William Thomas Horton (1864-1919) : A Selection of His work with a Biographical Sketch, London, Ingpen & Grant, 1929, avec 64 illustrations. La Note Biographique est pratiquement la seule source d'information sur la vie personnelle de William T. Horton.

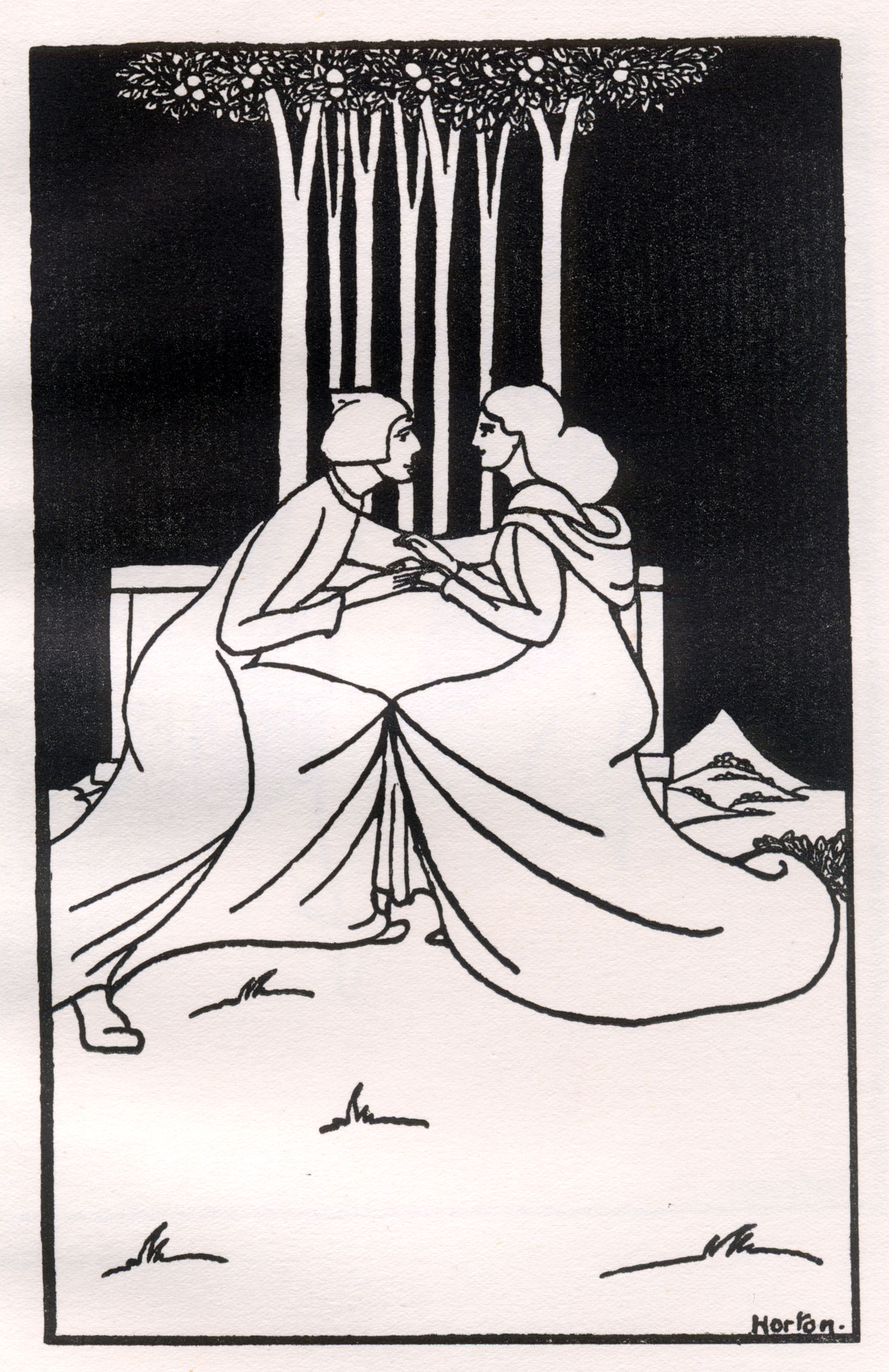
Réminiscence
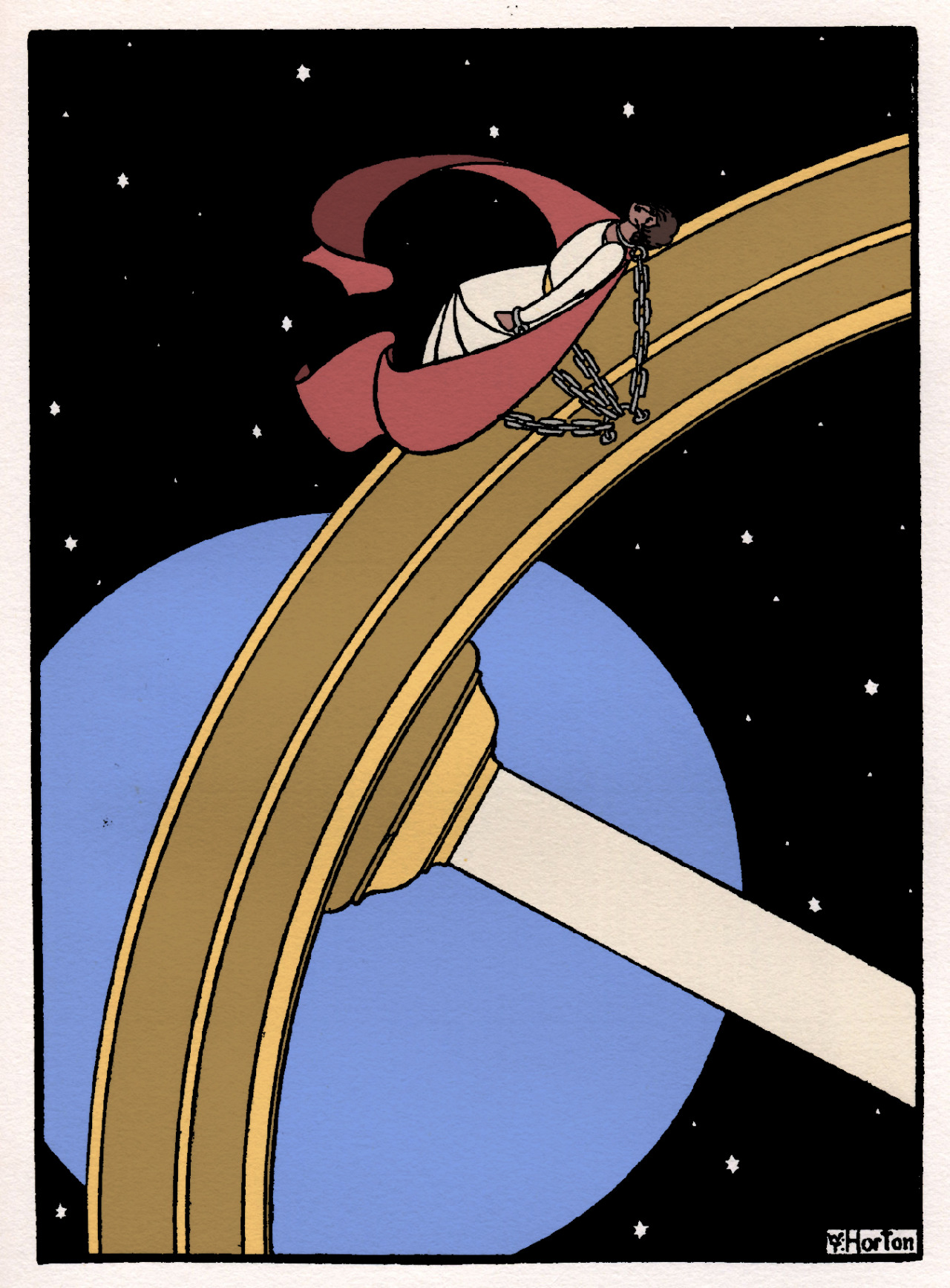
Enchaîné sur la Roue du Temps
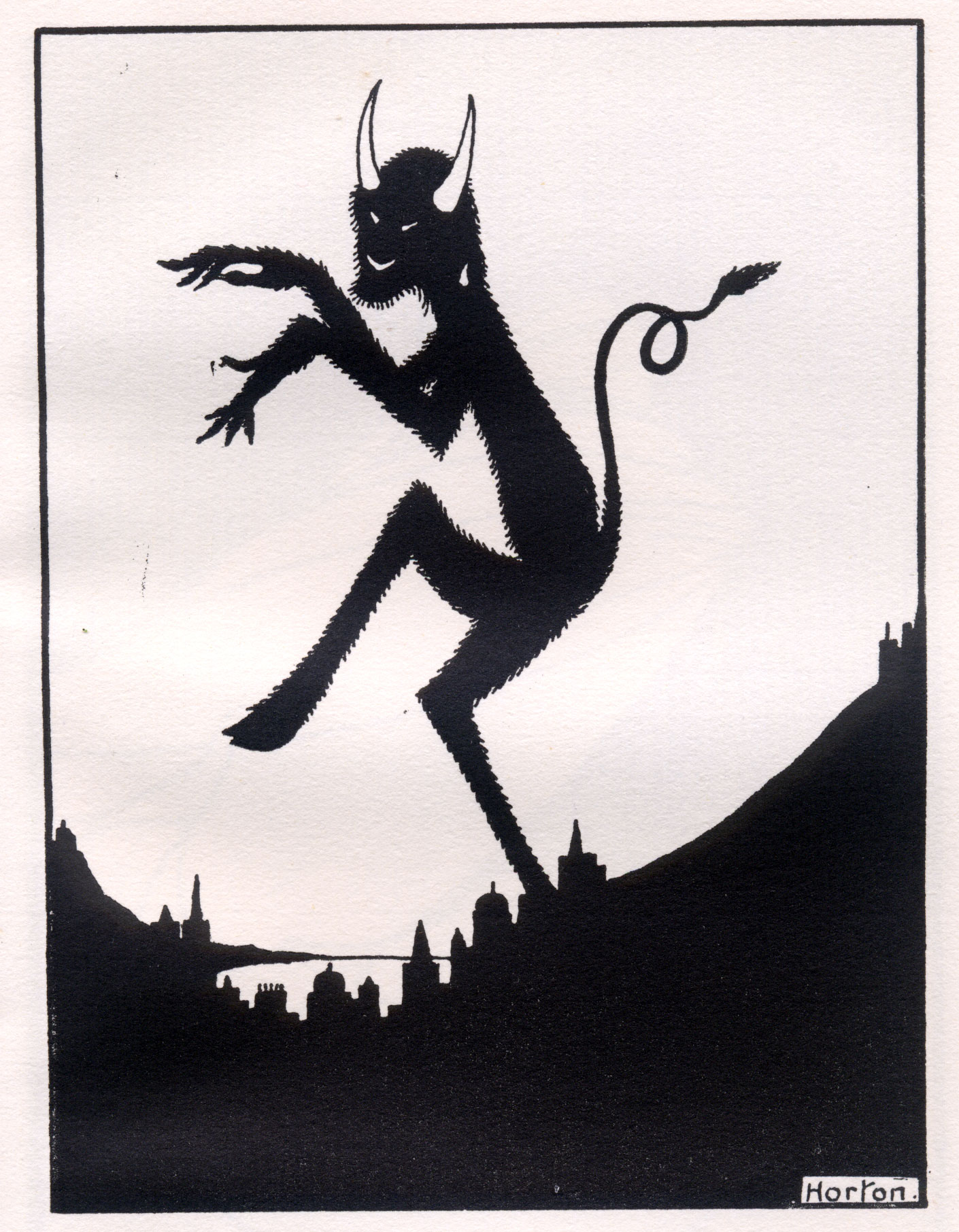
Diable dansant

### Peintures à huile
Horton peint nombre de portraits. Il y a peu de détails connus sur les dates et les personnages.

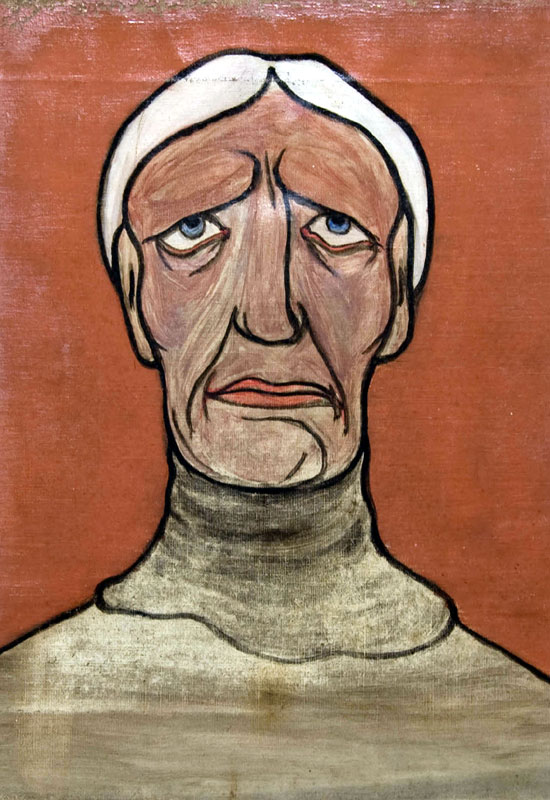
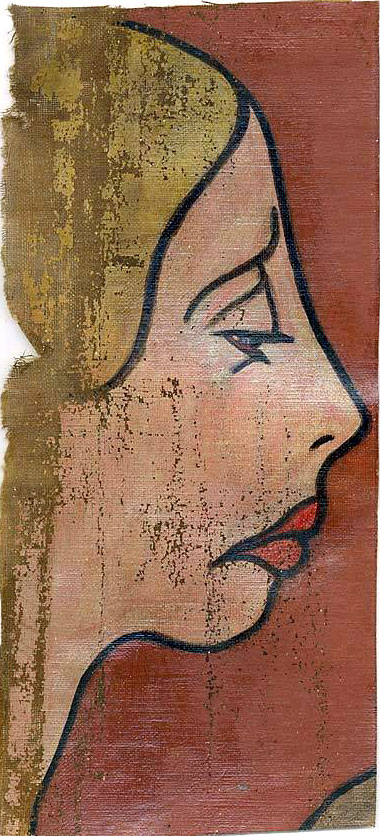
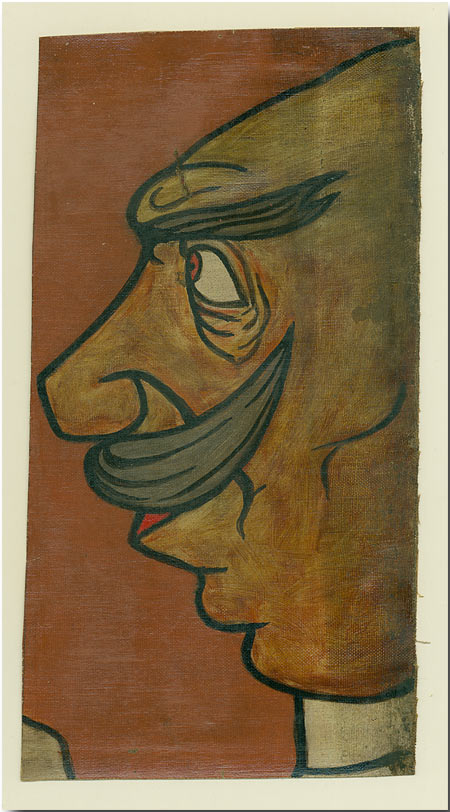
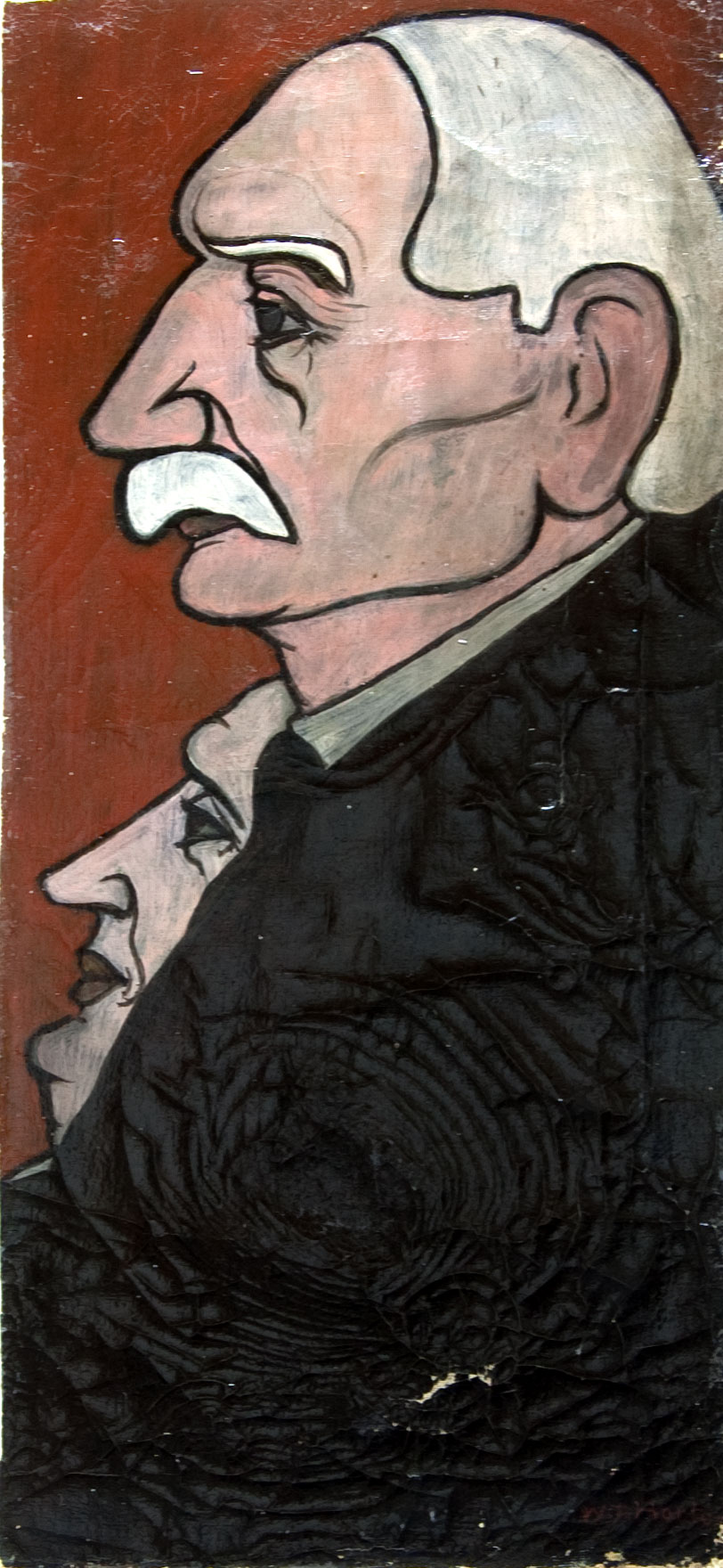